# 曲柄当归
曲柄当归（学名：Angelica fargesii）为伞形科当归属的植物。分布于中国大陆的四川等地，属中国原产的植物（非从国外引种）。